# Дашков, Андрей Васильевич
 Андрей Васильевич Дашков  (1790—1865) — государственный деятель Российской империи, тайный советник, губернатор Олонецкой губернии.

## Биография
Родился 1 (12) июля 1790 года в семье предводителя дворянства Спасского уезда Рязанской губернии Василия Андреевича Дашкова (1749—1802) и его жены Анны Никаноровны (урождённая Кашинцова). Его старший брат — Дмитрий Васильевич Дашков стал министром юстиции Российской империи.
В 1806 году, после окончания Второго кадетского корпуса, был зачислен на службу в 14-ю артиллерийскую бригаду. Участник русско-шведской войны в 1808—1809 годах, Отечественной войны 1812 года и походов русской армии против наполеоновских войск в 1813—1815 годах. Неоднократно награждался за боевые заслуги. В 1819 году был уволен из армии в чине подполковника.
В 1826 году назначен чиновником особых поручений Министерства финансов, с 1828 года — вице-губернатор Херсонской губернии; в 1830 году назначен вице-губернатором Рязанской губернии. С 31 мая 1836 года в чине статского советника занял должность губернатора Олонецкой губернии.
В 1839 году был назначен обер-прокурором Сената, с 1842 года — консультант Министерства юстиции.
С 10 февраля 1848 года по 23 мая 1860 года — сенатор; вышел в отставку по болезни.
Умер 15 (27) марта 1865 года. Был похоронен в имении Сучки, Корчевской уезд Тверской губернии.

## Награды
российские
- Орден Святого Владимира 4-й степени с бантом (15.09.1813)
- Золотая шпага «За храбрость» (29.09.1813)
- Орден Святой Анны 2-й степени (13.03.1814, корона к ордену 29.01.1832)
- Орден Святого Владимира 3-й степени (23.03.1834)
- Орден Святого Станислава 2-й степени (1836)[3]
- Орден Святого Станислава 1-й степени (26.09.1841)
- Орден Святой Анны 1-й степени (1856)
- медали[3]: серебряная медаль «В память Отечественной войны 1812 года», бронзовая медаль «В память Отечественной войны 1812 года», медаль «За взятие Парижа 19 марта 1814 года»; также: Знак отличия за ХХ лет беспорочной службы.

иностранные
- прусский орден «Pour le Mérite»
- австрийский Орден Леопольда, кавалерский крест

## Семья
От брака с Анастасией Петровной Дмитриевой-Мамоновой (1801—1834) имел сына и дочь:
- Василий (1819—1896) — этнограф, директор Румянцевского и основатель Дашковского музеев, действительный тайный советник, гофмейстер.
- Софья (1822—1908) — фрейлина, в 1847 году вышла замуж за князя Григория Гагарина.

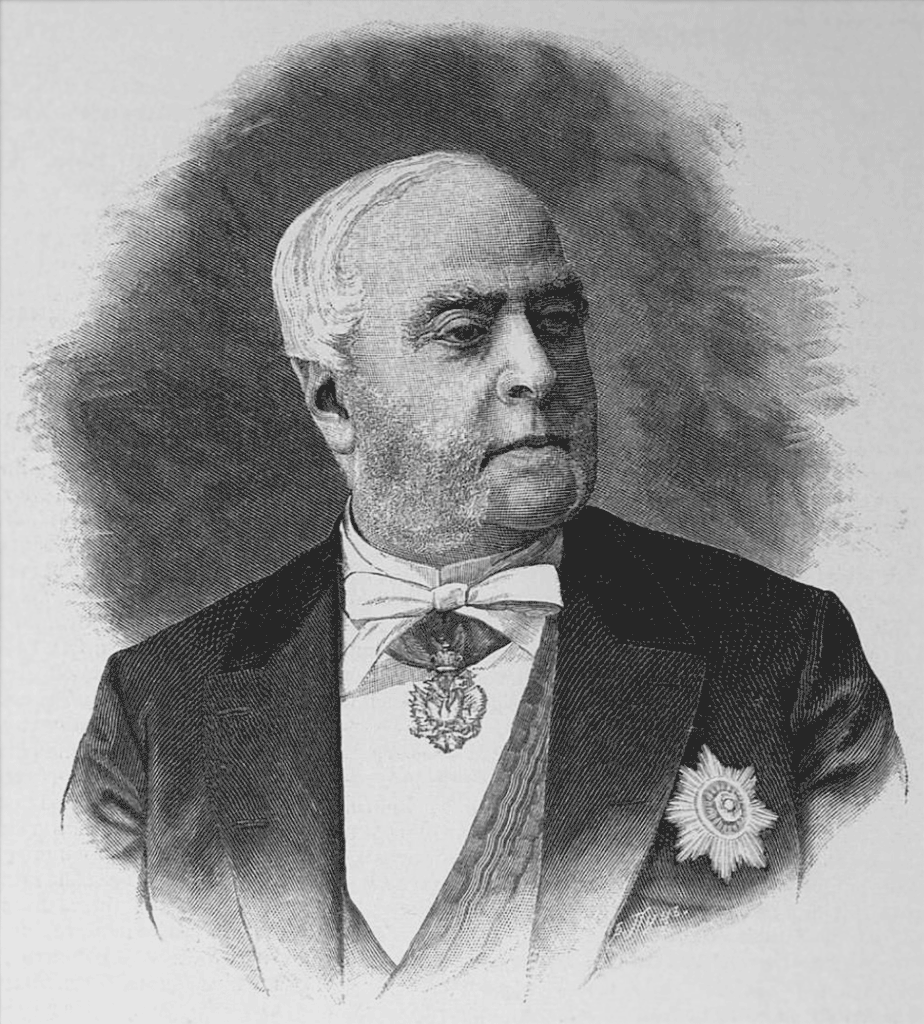
Василий Андреевич
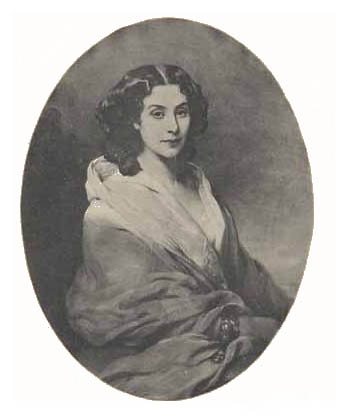
Софья Андреевна